# یوری بوکل
یوری بوکل (اوکراینی: Юрій Олександрович Букель؛ زادهٔ ۳۰ نوامبر ۱۹۷۱) بازیکن فوتبال اهل اوکراین است.
از باشگاه‌هایی که در آن بازی کرده‌است می‌توان به باشگاه فوتبال چورنومورتس اودسا اشاره کرد.
وی همچنین در تیم ملی فوتبال اوکراین بازی کرده‌است.